# 單身日記
《單身日記》為許茹芸的精選輯，共收錄2首新歌與13首精選，於2001年6月18日正式發行。

## 專輯文案
相愛的時光  　太短暫　  將你遺忘的過程　  太漫長

忘不了的曾經　  瀰漫著芸式情歌的氛圍 　 和著記憶裡的氣味　  忽淡忽烈

## 專輯簡介
許茹芸與上華於2000年底合約屆滿，許茹芸確定離開老東家上華，加盟EMI唱片公司。

而上華即順勢推出精選輯，從許茹芸在上華的九張專輯中，精選出13首歌曲，並加上2首未曾發表的作品。

而這兩首未曾發表的作品，從其製作班底及歌者聲音狀態來看，

大約推估是在《討好》至《淚海》期間所灌錄（約1995~1996年間）。

## 曲目
1、單身日記（四季歌）（新歌）
曲：郭子；詞：鄔裕康；編曲：惠源；製作人：Peter Wong
2、再說你也不會懂（新歌）
曲：葉良俊；詞：吳慶康；編曲：鮑比達；製作人：Peter Wong
3、如果雲知道
曲：季忠平；詞：季忠平/許常德；編曲：屠穎；製作人：劉天健/徐德昌
4、我依然愛你
曲：劉天健；詞：許常德；編曲：屠穎；製作人：劉天健/徐德昌
5、獨角戲
曲：季忠平；詞：許常德；編曲：涂惠源/徐德昌；製作人：劉天健/徐德昌
6、淚海
曲：季忠平；詞：季忠平/許常德；編曲、製作人：陳進興
7、看透
曲：張洪量；詞：張洪量；編曲：鮑比達；製作人：Peter Wong
8、美夢成真
曲：潘協慶；詞：許常德；編曲：屠穎；製作人：黃怡/徐德昌
9、愛只剩一秒
曲：郭文賢；詞：許常德；編曲：屠穎；製作人：劉天健/徐德昌
10、愛不愛你都一樣
曲：許茹芸；詞：林夕；編曲：涂惠元；製作人：Pepsi Beast/許茹芸
11、捨不得
曲：左安安；詞：左安安；編曲：吳慶隆；製作人：劉天健/徐德昌
12、難得好天氣
曲：潘協慶；詞：林夕；編曲：蔡德才（普普樂團）@人山人海；製作人：黃耀明/蔡德才@人山人海
13、日光機場
曲：郭子；詞：許常德；編曲：涂惠元；製作人：劉天健/徐德昌
14、一直是晴天
曲：陳建寧/陳政卿；詞：許常德；編曲：屠穎；製作人：徐德昌/黃怡
15、Don't say goodbye
曲：黃中原；詞：謝銘祐/許常德；編曲：屠穎；製作人：黃怡/徐德昌

## 發行版本
| 發行日期      | 封面               | 版本                   | 專輯資訊                                                              |
| ------------- | ------------------ | ---------------------- | --------------------------------------------------------------------- |
| 2001年6月18日 | 單身日記限量精裝版 | 《單身日記》限量精裝版 | 多贈一張『真愛無敵│許茹芸賣座精選（四）』VCD，收錄許茹芸10首karaoke。 |
| 2001年6月18日 | 單身日記           | 《單身日記》           | 平裝版，不附VCD。                                                     |

## 音樂錄影帶
1、單身日記（首波主打）
插畫：藍色水綿羊